# Серхіо Сантін
Серхіо Сантін (ісп. Sergio Santín, нар. 6 серпня 1956, Сальто) — уругвайський футболіст, що грав на позиції півзахисника, зокрема за національну збірну Уругваю.

## Клубна кар'єра
У дорослому футболі дебютував 1973 року виступами за команду «Данубіо», в якій провів сім сезонів. 
Згодом з 1980 по 1984 рік виступав у Колумбії, граючі за «Кукута Депортіво» та «Атлетіко Насьйональ». У 1984–1985 роках грав на батьківщині за «Пеньяроль», після чого деякий час провів у бразильському «Сантусі».
Завершував ігрову кар'єру в Колумбії, де виступав протягом 1987—1989 років у команді «Америка де Калі».

## Виступи за збірну
1980 року дебютував в офіційних матчах у складі національної збірної Уругваю.
Був гравцем основного складу збірної на чемпіонаті світі 1986 року в Мексиці, взявши участь в усіх чотирьох її іграх на турнірі.
Загалом протягом кар'єри у національній команді, яка тривала 7 років, провів у її формі 18 матчів.